# Ginoria microphylla
Ginoria microphylla är en fackelblomsväxtart som beskrevs av Oswald Schmidt. Ginoria microphylla ingår i släktet Ginoria och familjen fackelblomsväxter. Inga underarter finns listade i Catalogue of Life.